# 布热季斯拉夫·多莱希
布热季斯拉夫·多莱希（捷克語：Břetislav Dolejší，1928年9月26日—2010年10月28日），捷克男子足球运动员，司职守门员。他曾代表捷克斯洛伐克国家队参加1958年国际足联世界杯，结果队伍止步小组赛阶段。